# Интеллект головоногих

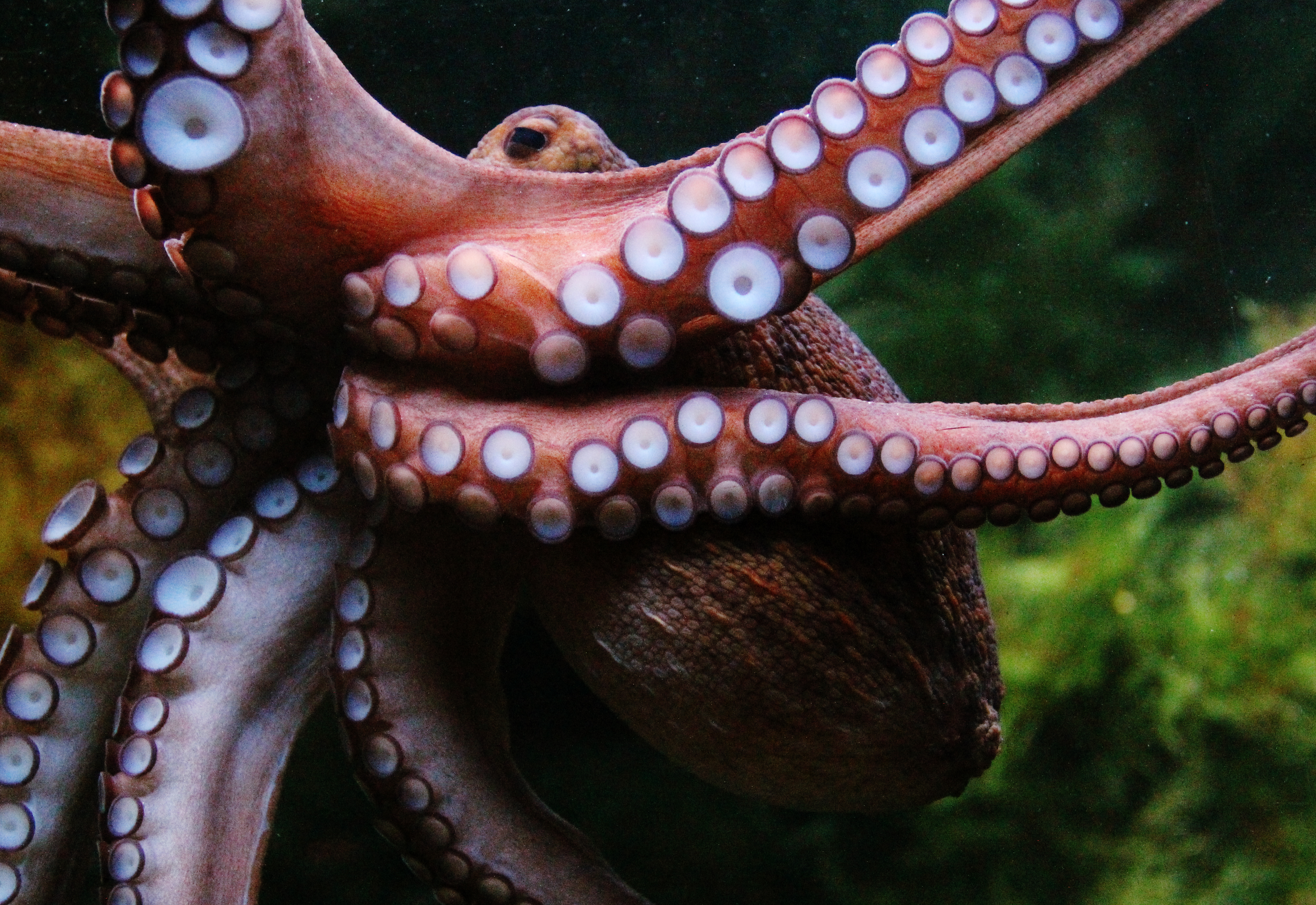
Две трети нейронов осьминога сосредоточены в нервных связках его щупалец. Щупальца способны к сложным рефлекторным действиям без участия мозга

Интеллект головоногих измеряет уровень когнитивных способностей класса головоногих моллюсков.
Интеллект обычно определяется как процесс приобретения, хранения, извлечения, объединения, сравнения и реконтекстуализации информации и концептуальных навыков. Хотя эти критерии трудно измерить у нечеловеческих животных, головоногие кажутся исключительно умными беспозвоночными. Изучение интеллекта головоногих также имеет важный сравнительный аспект в более широком понимании интеллекта животных, поскольку опирается на нервную систему, принципиально отличную от нервной системы позвоночных. В частности, подкласс двужаберные (каракатицы, кальмары и осьминоги) включает наиболее разумных беспозвоночных. Двужаберные — важный пример продвинутой когнитивной эволюции у животных, хотя интеллект наутилуса также вызывает растущий интерес среди зоологов.
Уровень интеллекта головоногих и их способности к обучению вызывает споры в биологическом сообществе, что осложняется присущей сложностью количественной оценки интеллекта беспозвоночных. Несмотря на это, наличие у головоногих впечатляющих способностей к пространственному обучению, навигационных способностей и хищнических приёмов широко признаётся.

## Размер и структура мозга
Головоногие имеют крупный, хорошо развитый мозг, а отношение массы мозга к массе тела является самым большим среди беспозвоночных, занимая промежуточное положение между эндотермическими и экзотермическими позвоночными.
Нервная система головоногих — самая сложная среди всех беспозвоночных. Крупные нервные ганглии мантии головоногих в течение многих лет широко используются в качестве экспериментального материала в нейрофизиологии; их большой диаметр (из-за отсутствия миелинизации) делает их относительно простыми для изучения по сравнению с аналогичными структурами у других животных.

## Поведение

### Охота

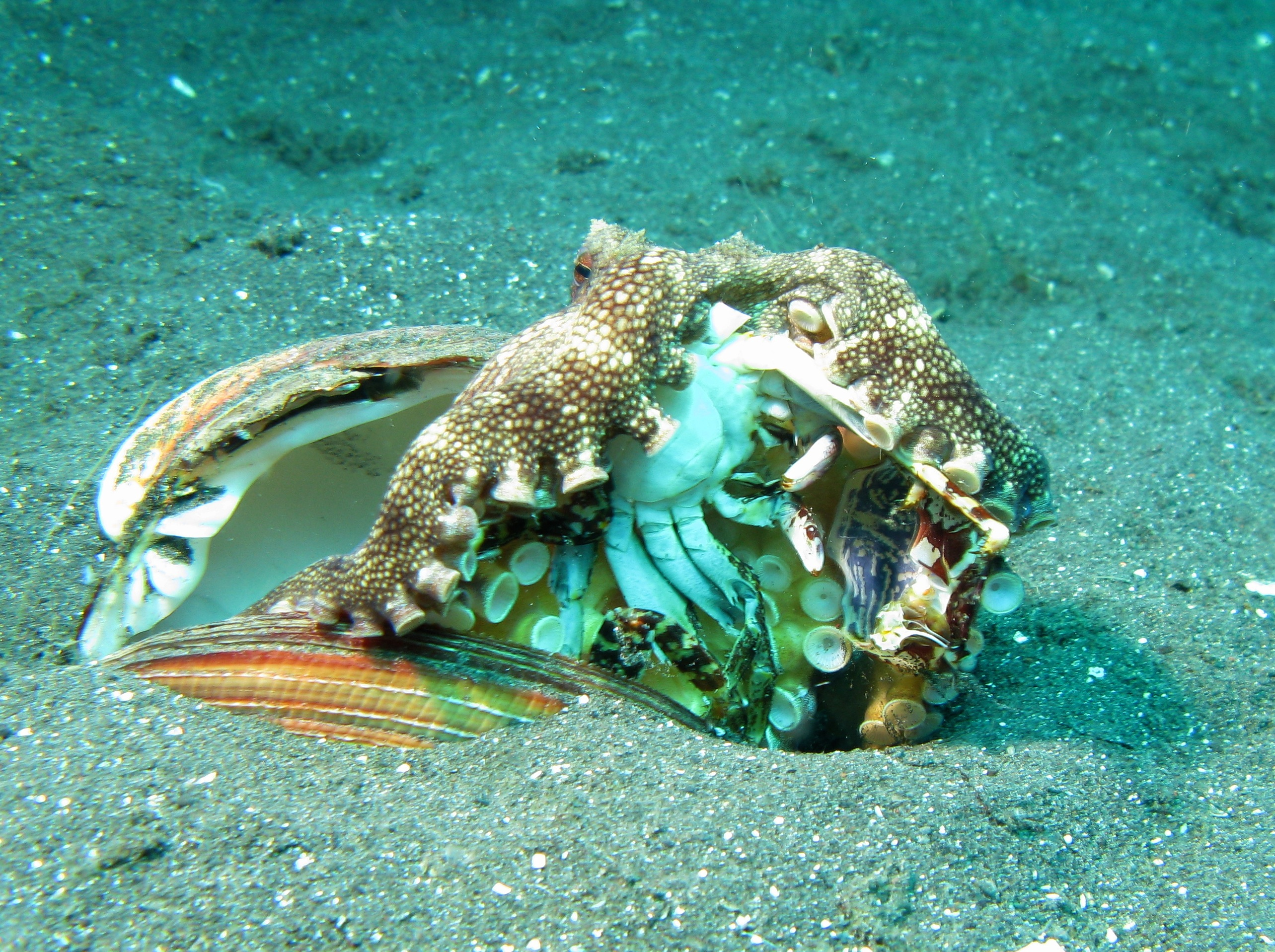
Amphioctopus marginatus поедает краба.

В отличие от большинства других моллюсков, все головоногие моллюски являются активными хищниками (за возможным исключением Magnapinna и адского вампира). Потребность в поиске и поимке добычи, вероятно, была движущей силой эволюции, стоящей за развитием интеллекта у головоногих.
Крабы — основной источник пищи большинства видов осьминогов — сложны в поимке из-за мощных клешней и способности истощать дыхательную систему головоногих в ходе продолжительной погони. Из-за этого осьминоги вместо охоты иногда находят разложенные человеком ловушки для омаров и крадут из них наживку. Также известно, что они забираются на борт рыбацких лодок и прячутся в контейнерах с мёртвыми или умирающими крабами.
Также известно о случаях, когда содержащиеся в неволе головоногие вылезали из аквариумов, передвигались по полу лаборатории, попадали в другой аквариум, чтобы поесть крабов, и возвращались обратно в свои аквариумы.

### Коммуникация
Хотя многие головоногие считаются не самыми социальными животными, на самом деле при изоляции от себе подобных некоторые виды присоединяются к рыбным стаям.
Головоногие способны общаться визуально, используя широкий спектр сигналов. Чтобы производить эти сигналы, моллюски могут варьировать четыре типа коммуникационных элементов: хроматические (окраска кожи), текстура кожи (например, шероховатая или гладкая), поза и передвижение. Такие изменения внешнего вида тела иногда называют полифенизмом. Некоторые головоногие способны быстро менять цвет и рисунок кожи благодаря нервному контролю хроматофоров. Эта способность почти наверняка развилась в первую очередь для маскировки, но кальмары используют цвет, узоры и мерцание, чтобы общаться друг с другом в различных ритуалах ухаживания. Карибский рифовый кальмар может даже различать получателей, отправляя одно сообщение сородичу справа, а другое — кальмару слева.
Представители вида Dosidicus gigas демонстрируют необычайное сотрудничество и коммуникацию в своих охотничьих приёмах. Это первое наблюдение совместной охоты у беспозвоночных.
Считается, что кальмары немного менее умны, чем осьминоги и каракатицы; однако различные виды кальмаров гораздо более социальны и демонстрируют более тесные социальные связи, что привело к выводу некоторых исследователей, что кальмары не уступают многим млекопитающим с точки зрения интеллекта.

### Обучаемость

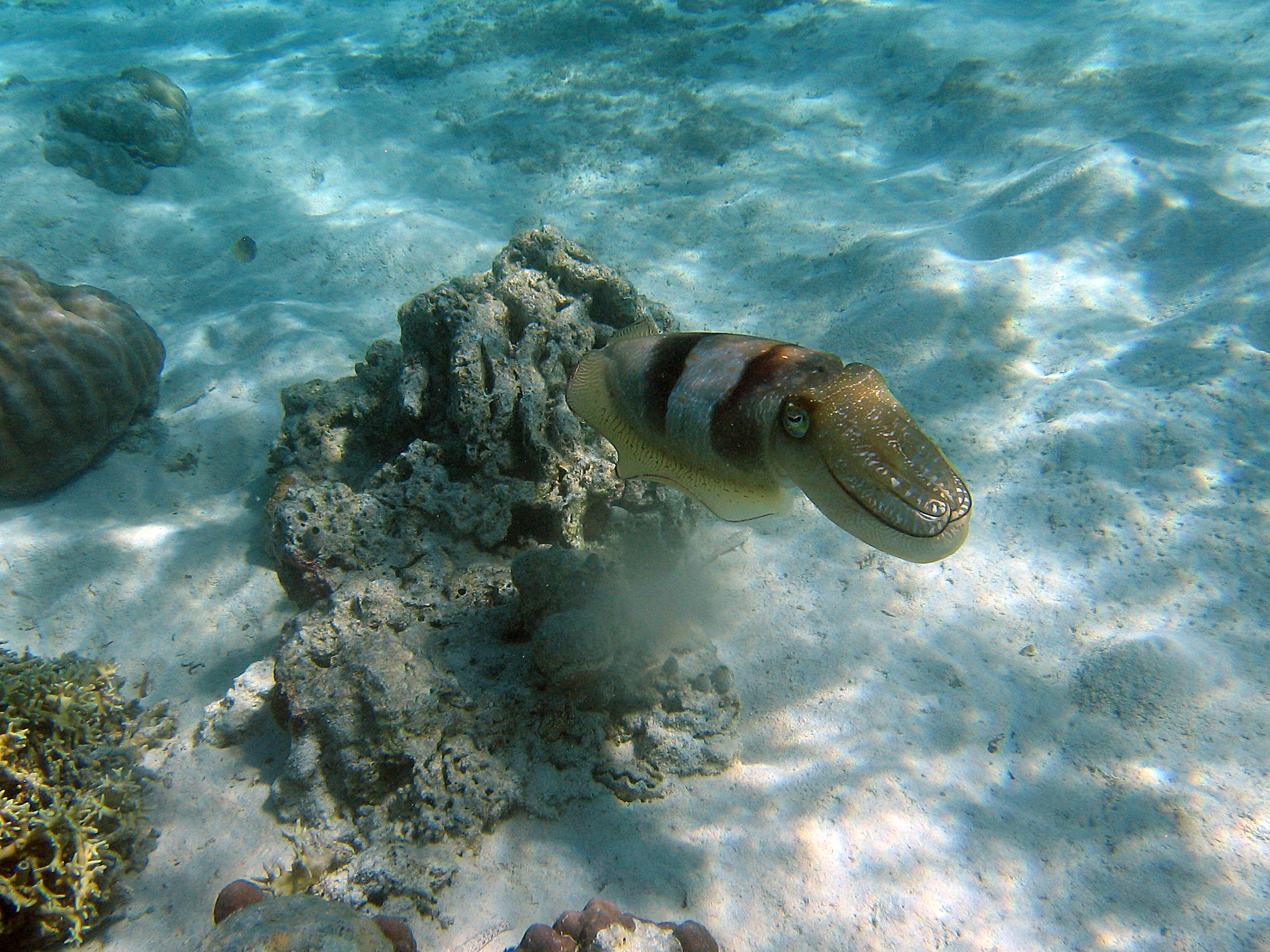
Каракатица использует камуфляж в естественной среде обитания

В лабораторных условиях осьминогов можно легко научить различать формы и узоры. Одно исследование показало, что осьминоги способны к имитационному обучению, однако существует и противоположное мнение.
Осьминоги также демонстрируют игровую активность: например, неоднократно запускали бутылки или игрушки в круговой поток в аквариумах, а затем ловили их.
Головоногие умеют манипулировать окружающей средой для получения пользы, что указывает на поведенческую и нейронную пластичность, не свойственную другим беспозвоночным.
В исследовании социального обучения обычным осьминогам (наблюдателям) разрешили наблюдать, как другие осьминоги (демонстраторы) выбирают один из двух объектов, отличающихся только цветом. Впоследствии наблюдатели последовательно выбирали тот же объект, что и демонстранты.
И осьминоги, и наутилусы способны к пространственному обучению подобно позвоночным.

### Использование орудий

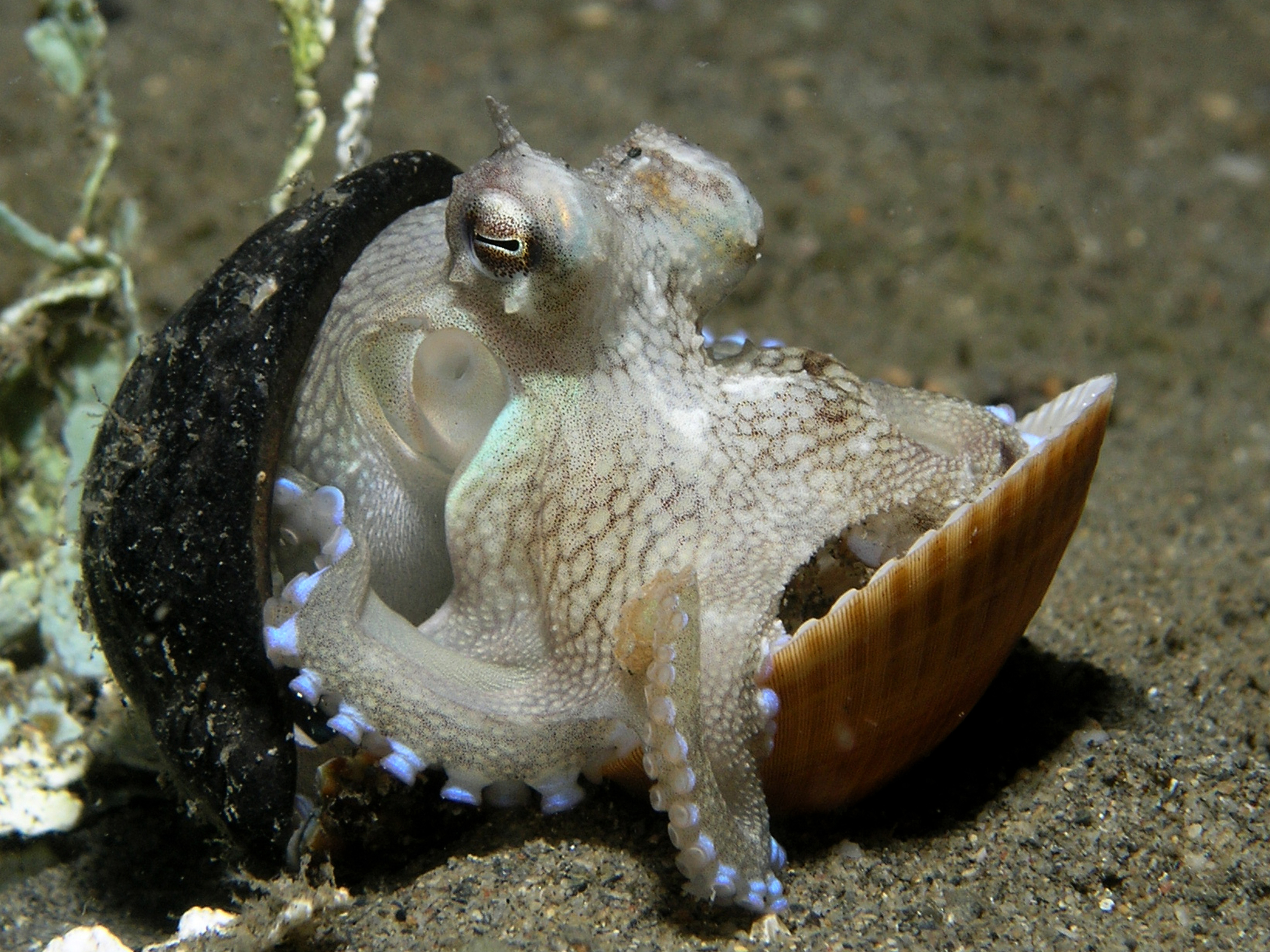
Небольшой кокосовый осьминог (диаметром 4–5 см), использующий в качестве укрытия скорлупу кокоса и раковину моллюска

Неоднократно демострировалось, что осьминоги умеют использовать подручные предметы в качестве орудий.
Например, в ходе наблюдений было обнаружено, как по крайней мере четыре особи жилкового осьминога (Amphioctopus marginatus) находят выброшенную в море кокосовую скорлупу, манипулируют ею, переносят на некоторое расстояние, а затем снова подбирают, чтобы использовать её в качестве убежища. Предполагается, что до того, как люди сделали скорлупу кокосовых орехов широко доступной на морском дне, осьминоги использовали панцири двустворчатых моллюсков с той же целью. Подобным образом оборудуют жилища и другие морские существа: большинство крабов-отшельников используют раковины других животных, а некоторые крабы размещают актинии на своих панцирях для камуфляжа. Однако поведение осьминогов значительно сложнее, поскольку включает перенос орудия для последующего использования. Этот аргумент по-прежнему оспаривается рядом биологов, утверждающих, что скорлупа на самом деле обеспечивает защиту от донных хищников при транспортировке. Также известно, что осьминоги намеренно размещают камни, раковины и даже осколки разбитых бутылок, чтобы сформировать стены, сужающие вход в логово.
В лабораторных условиях Octopus mercatoris, карликовый вид осьминога, использовал для защиты своего логова детали конструктора Lego.
Мелкие особи обыкновенного осьминога (Tremoctopus violaceus) используют щупальца португальского кораблика (к яду которого они невосприимчивы) как в качестве средства защиты, так и для захвата добычи.

## Решение головоломок
Высокочувствительные присоски и цепкие щупальца осьминогов, кальмаров и каракатиц позволяют им удерживать предметы и манипулировать ими. Однако, в отличие от позвоночных, двигательные навыки осьминогов, по-видимому, не зависят от картирования собственного тела в мозге: считается, что их способность осуществлять сложные движения не связана с конкретными щупальцами.

Головоногие могут решать сложные головоломки, требующие толкающих или тянущих действий, а также способны откручивать крышки сосудов и открывать защёлки, чтобы достать пищу. Головоногие также могут запоминать решения головоломок, что позволяет им решать одну и ту же задачу, представленную в разных конфигурациях.

Осьминог откручивает крышку контейнера
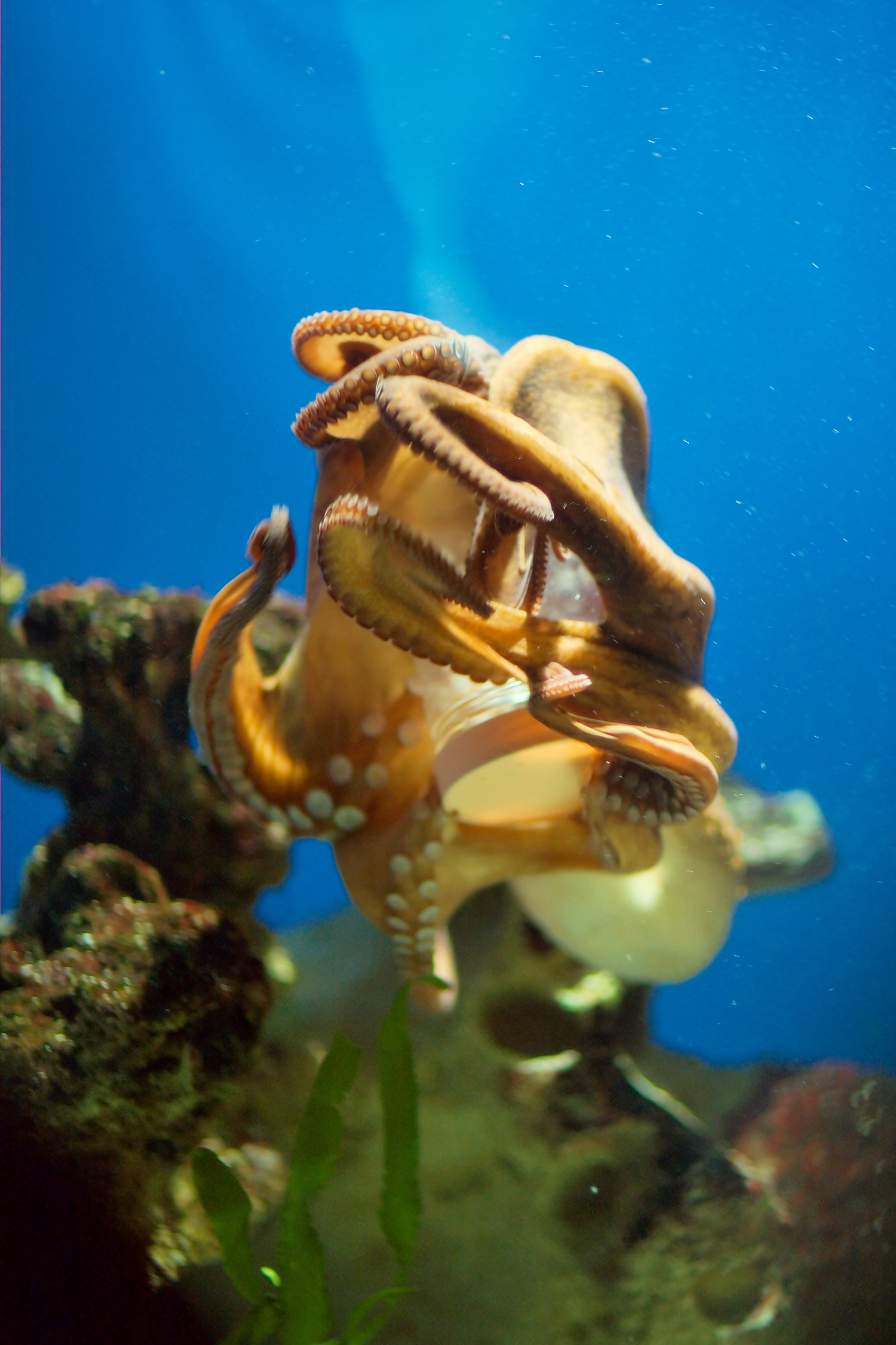
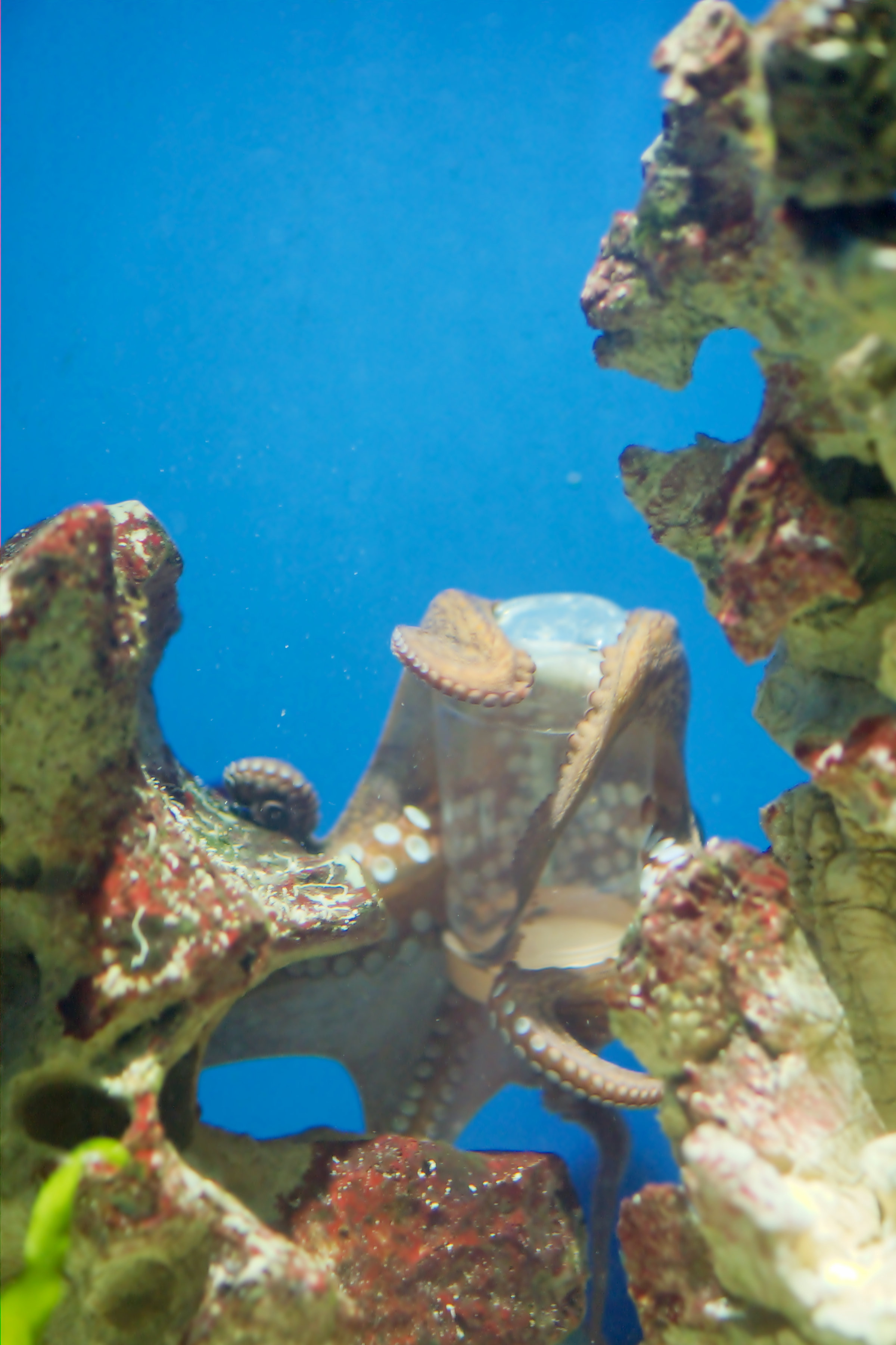
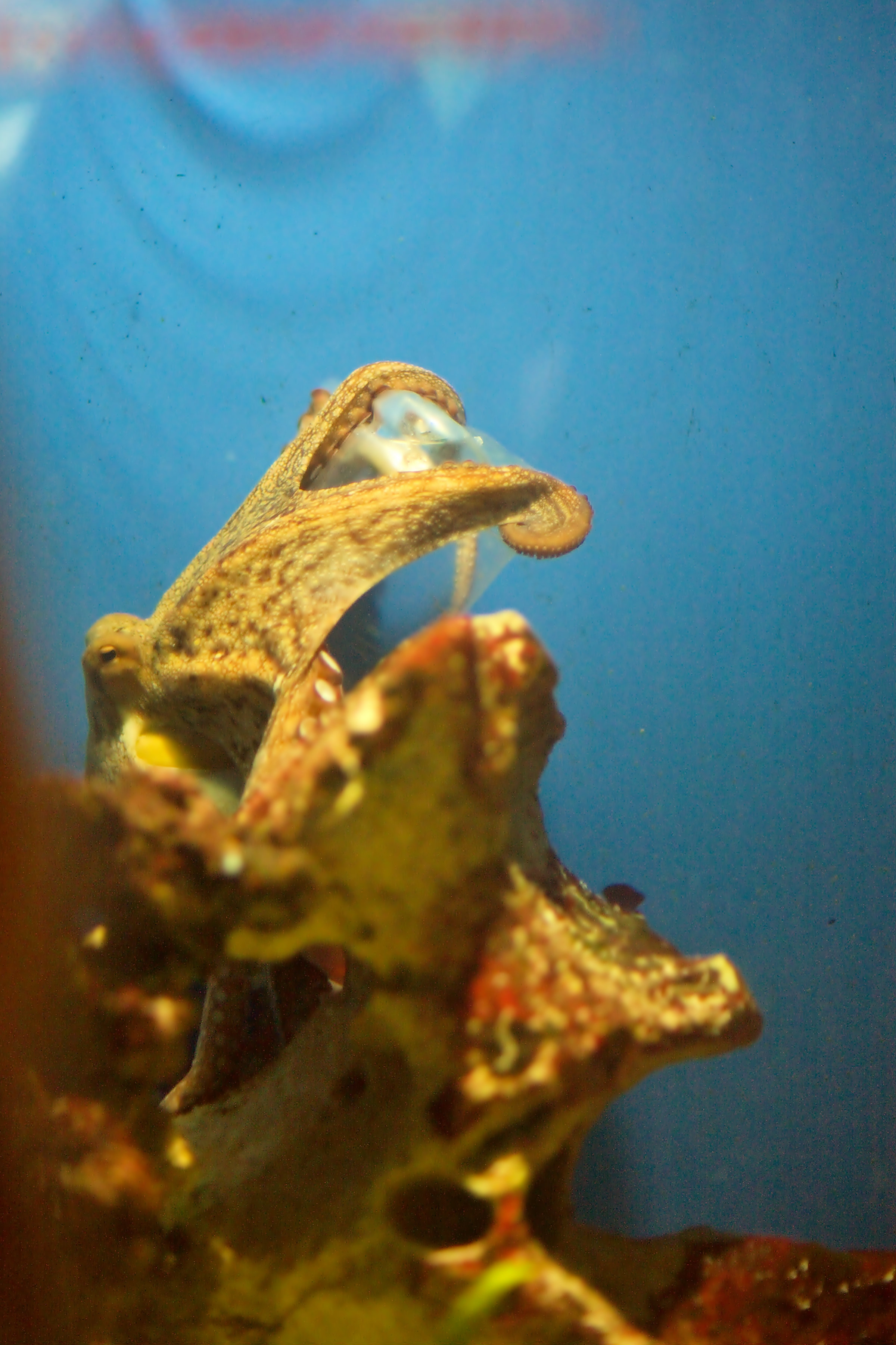
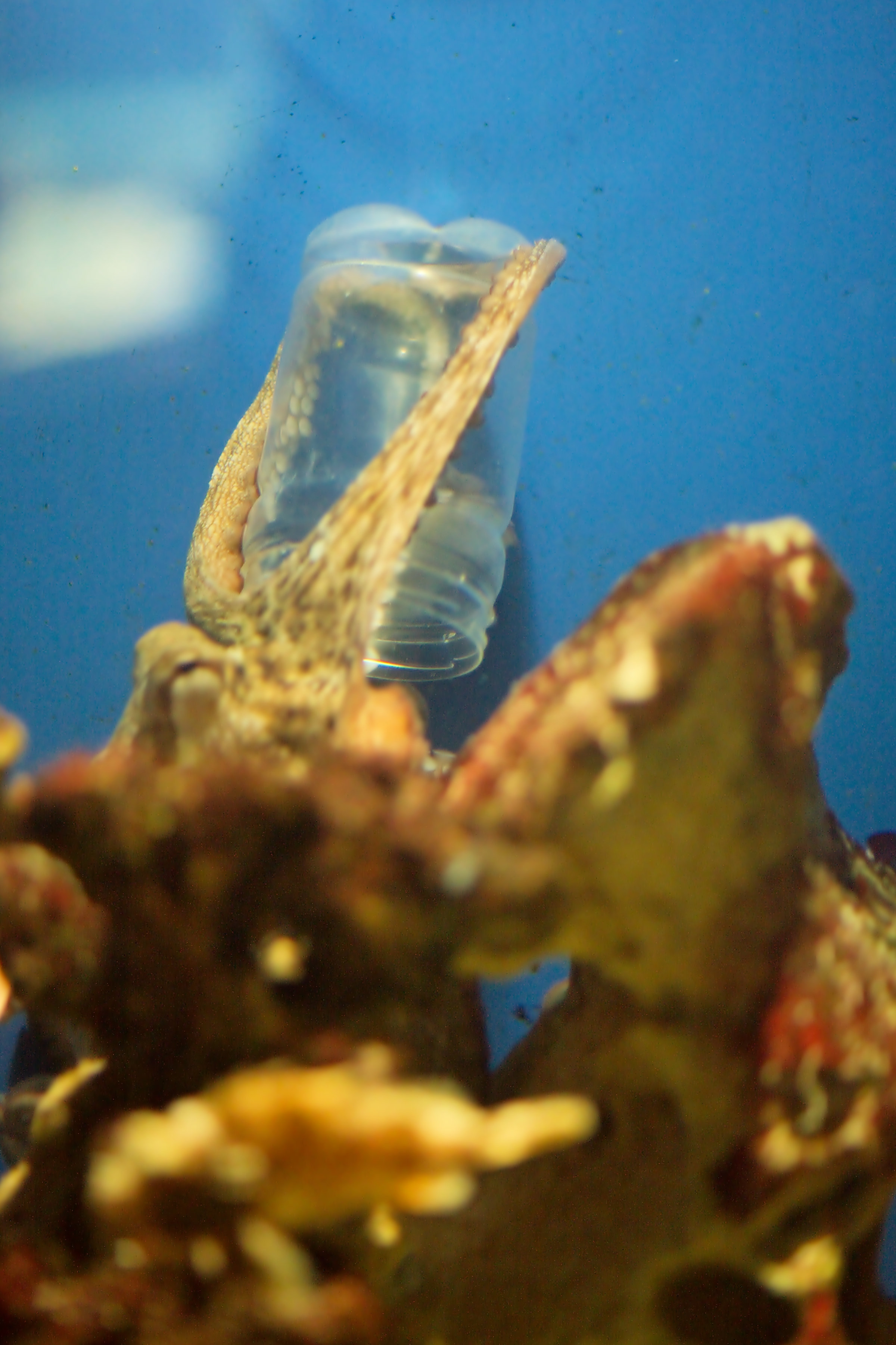

Содержащимся в неволе осьминогам требуется стимуляция при помощи игрушек или головоломок. Известно, что осьминог Отто в аквариуме в Кобурге умеет жонглировать своими соседями по аквариуму, а также бросать камни в попытках разбить стекло аквариума. В ряде случаев Отто даже вызывал короткое замыкание, выползая из аквариума и стреляя струёй воды в осветительный прибор.
В ходе зефирного эксперимента выяснилось, что головоногие способны планировать будущее и ожидать отложенное вознаграждение.

## Законодательство

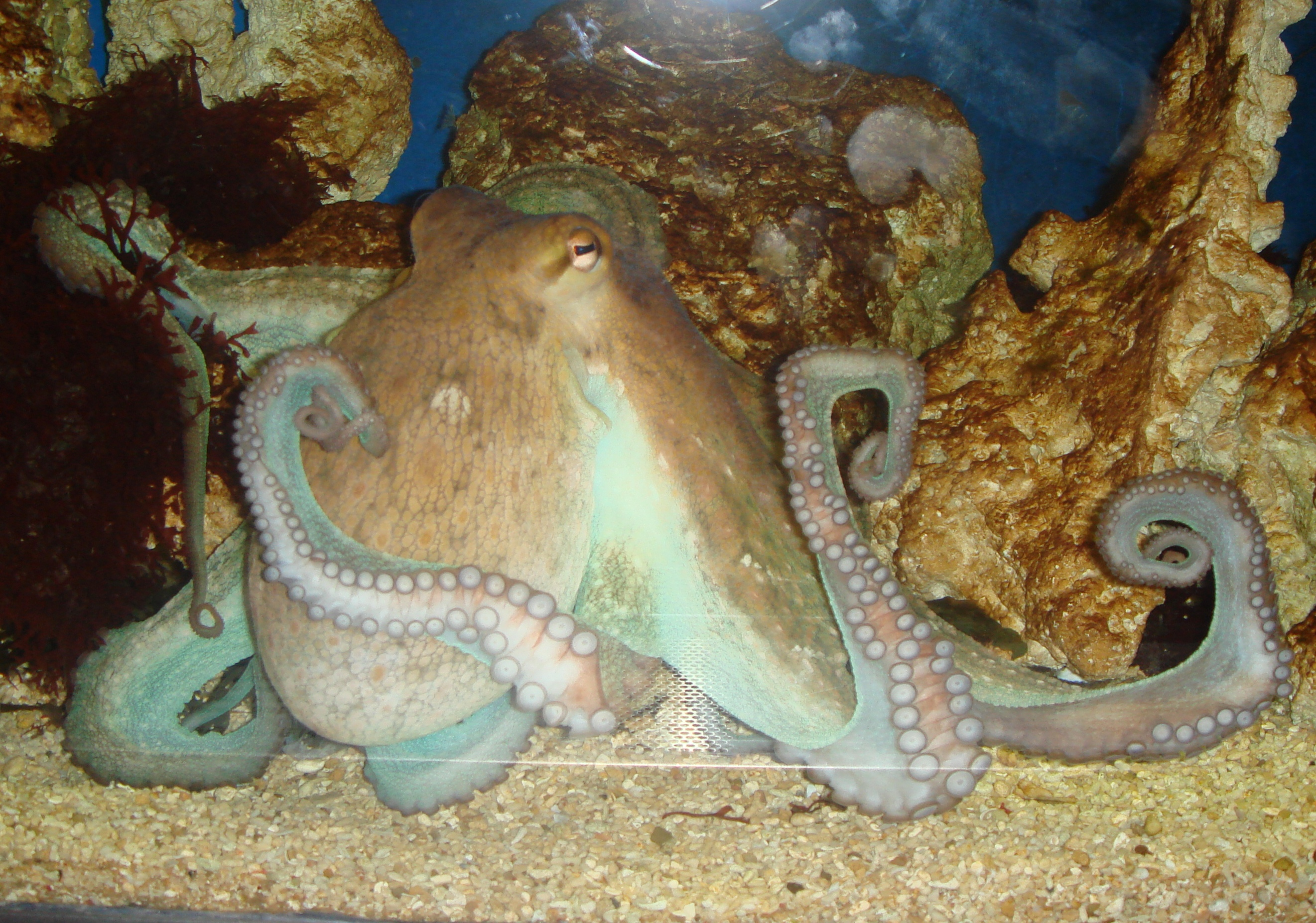
Осьминог в аквариуме

В отличие от большинства беспозвоночных, в некоторых юрисдикциях головоногие защищены от испытаний на животных из-за их высокого интеллекта.
В Великобритании с 1993 по 2012 год обыкновенный осьминог (Octopus vulgaris) был единственным беспозвоночным, охраняемым в соответствии с Законом о животных (научные процедуры) от 1986 года.
Головоногие — единственные беспозвоночные, находящиеся под защитой директивы Европейского Союза 2010 года «О защите животных, используемых в научных целях».
В 2019 году некоторые учёные выступили за усиление защиты головоногих моллюсков и в США.